# حارة الفتح الشمالية (الصافية)

تعديل مصدري - تعديل

حارة الفتح الشمالية هي إحدى حارات حي الصافية بمديرية الصافية إحد مديريات العاصمة اليمنية صنعاء، بلغ تعداد سكانها 2686 نسمة حسب تعداد اليمن لعام 2004.